# باليساد (كولورادو)
باليساد (بالإنجليزية: Palisade, Colorado)‏ هي بلدة تقع في مقاطعة ميسا، كولورادو بولاية كولورادو في الولايات المتحدة. تبلغ مساحتها 2.8 (كم²)، وترتفع عن سطح البحر 1441 م، بلغ عدد سكانها 2692 نسمة في عام 2010 حسب إحصاء مكتب تعداد الولايات المتحدة .

## أعلام
- كلير فينش

## وصلات خارجية
- Town of PalisadeVisitor Info
- The US50 - Cities and Towns in Colorado State
- Colorado Cities and Towns, Facts, Map, Flag, Colleges, Government, and More